# 性の健康週間
性の健康週間（せいのけんこうしゅうかん）とは、健全な性の維持・増進の重要性に対する日本国民の理解を深めるための啓発週間である。
2001年（平成13年）に財団法人性の健康医学財団が毎年11月25日から12月1日の1週間と定めている。これは世界エイズデーの12月1日を最終日とする1週間である。
性の健康医学財団は国、地方自治体、医療機関等の協力を得て、性感染症等の予防のために、国民の一人ひとりが性の健康の意義を認識し、性の健康を促進させるのに必要な医学知識を得ることができるような活動を行っている。